# Hypnum sandwichense
Hypnum sandwichense là một loài Rêu trong họ Hypnaceae. Loài này được Hook. & Arn. mô tả khoa học đầu tiên năm 1841.